# 毕宿增七
毕宿增七，即金牛座μ（μ Tau，μ Tauri）是一个位于金牛座的恒星，距离地球约435光年。
毕宿增七是一颗蓝白色B-型次巨星，视星等为+4.27。